# Ronny Åström
Ronny Åström, född 10 maj 1939, död 28 november 2002, var en svensk musiker, barnboksförfattare och förlagsman. I den sistnämnda rollen var han inblandad i produktionen av Bamse och Kalle Anka & C:o.

## Produktutvecklare och författare
Åström var verksam som produktutvecklare på leksaksföretaget Kärnan under 1960-talet, genom vilket han bland annat utgav två egenförfattade barnböcker med illustrationer av Lucie Lundberg, samt var del i förlagets tidiga produktion av spel och leksaker baserat på Rune Andréassons Bamse.
Från 1975 var han anställd som ateljé- och produktionschef på Hemmets Journal/Egmont Serieförlaget med bl.a. Kalle Anka & C:o och (från 1990) Bamse. Under denna period agerade han även vikarie för P.A. Westrin som översättare av Kalle Anka & C:o.
På 1990-talet skrev han manus till Bamse, och efter att Egmont Serieförlaget och Kärnan gick samman till Egmont Kärnan ansvarade Åström bland annat för formgivningen av faksimilbokserien Bamsebiblioteket.

## Musiker
Ronny Åström albumdebuterade 1976 med Den ensamma människan, inspelad tillsammans med Peps Blodsband och med Peps Persson som producent. Uppföljaren Hampadängor kom året efter, även den producerad av Persson. 1978 släpptes singeln Maskin nr. 1 och därefter blev det tyst från Åström. Den ensamma människan släpptes på CD 1996.
Åström varierade medvetet sin sång från ljus tenor till djup baryton och framförde sin låtar på bred Helsingborgsskånska.
I flera fall skrev Åström också musik och låttexter för Egmonts Bamse-produktioner, bl.a. CD-skivorna "Bamse i Trollskogen" (1992) och "Bamse och den lilla åsnan" (1993).
Ronny Åström är begravd på Stora Hammars kyrkogård.

## Diskografi
Album
- 1976 – Den ensamma människan
- 1977 – Hampadängor

Singlar
- 1978 – Maskin nr. 1
- 2017 – Jag Minns